# أنبوب أيكن
أنبوب أيكن (بالإنجليزية: Aiken tube) هو أول تلفاز مسطح بالأبيض والأسود. صُمم في أوائل الخمسينيات، وصُنع عدد قليل من هذه الأنابيب في عام 1958 للاستخدام العسكري بالتعاون مع شركة كايزر إندستريز. تبع ذلك نزاع براءات اختراع مطول مع تقنية مماثلة طُورت في المملكة المتحدة، ولم تبدأ عملية التصنيع التجارية المخصصة للسوق المنزلي إطلاقاً. أجرى عدد من الشركات، بما في ذلك سنكلير راديونيكس وشركة راديو أمريكا، المزيد من التطوير بعد انتهاء صلاحية براءات الاختراع. أُنتجت هذه الشاشات بكميات صغيرة فقط للتطبيقات العسكرية وأجهزة قياس الذبذبات.

## أُنظر أيضا
- أنبوب غايسلر